# Pagelaran (Watukumpul)
Pagelaran is een plaats en bestuurslaag (kelurahan) in het onderdistrict (kecamatan) Watukumpul in het regentschap Pemalang van de provincie Midden-Java, Indonesië. Pagelaran telt 1.648 inwoners (volkstelling 2010).
Pagelaran wordt doorsneden door de rivier (kali) Kalong (Toelaga /Poelaga), een zijrivier van de Comal (Tjomal). In het bestuurlijk gebied liggen de dorpen: Pagelaran, Pangampon/Pengampon, Gumingsir (Goemingsir) en  Kedawung (Sambeng)

## Link
- Een aardverschuiving in Pagelaran Village, Watukumpul Districde, heeft de Kali Sapi-brug neergehaald. (13 maart 2020)